# Shota Koyama
Shota Koyama (Japans 小山彰大, Koyama Shōta, Hokkaido, 25 oktober 1947) is een Japanse jazzdrummer.

## Biografie
Koyoma is als drummer autodidact, zijn eerste ervaringen als jazzmusicus deed hij op in de studentenclub aan de Waseda University in Tokio. In die tijd had hij ook privélessen. Na zijn studie literatuur (Bachelor, 1974) speelde hij in het trio van Aki Takase en Fumio Itabashi, alsook bij Yoshio Ikeda. Tevens werkte hij vanaf het midden van de jaren 70 voor Yōsuke Yamashita, waarmee hij in het Jam Rice Sextet (met Akira Sakata, Toshinori Kondō, Gerald Ohshita en Hideaki Mochizuki) in 1976 zijn eerste opnames maakte. In de jaren erop speelde hij in Yamashita's trio, waarmee hij in 1977 in Berlijn optrad, verder was hij actief met Akira Sakata, Tomoki Takahashi, Katsuo Kuninaka, Keizo Inoue, Fumio Itabashi, Koichi Matsukaze, Masahiko Togashi, Tamani Koyake, Toshisue Shimizu, Hiroshi Itaya, Aki Takase (Oriental Express, Enja 1997), Takashi Amano, Tetsu Saito en Koriko Kojima. In de jazz speelde hij tussen 1976 en 2011 mee op 38 opnamesessies. Als muzikant verscheen hij tevens in een speelfilm van Stan Lai.